# Fabian Schomburg

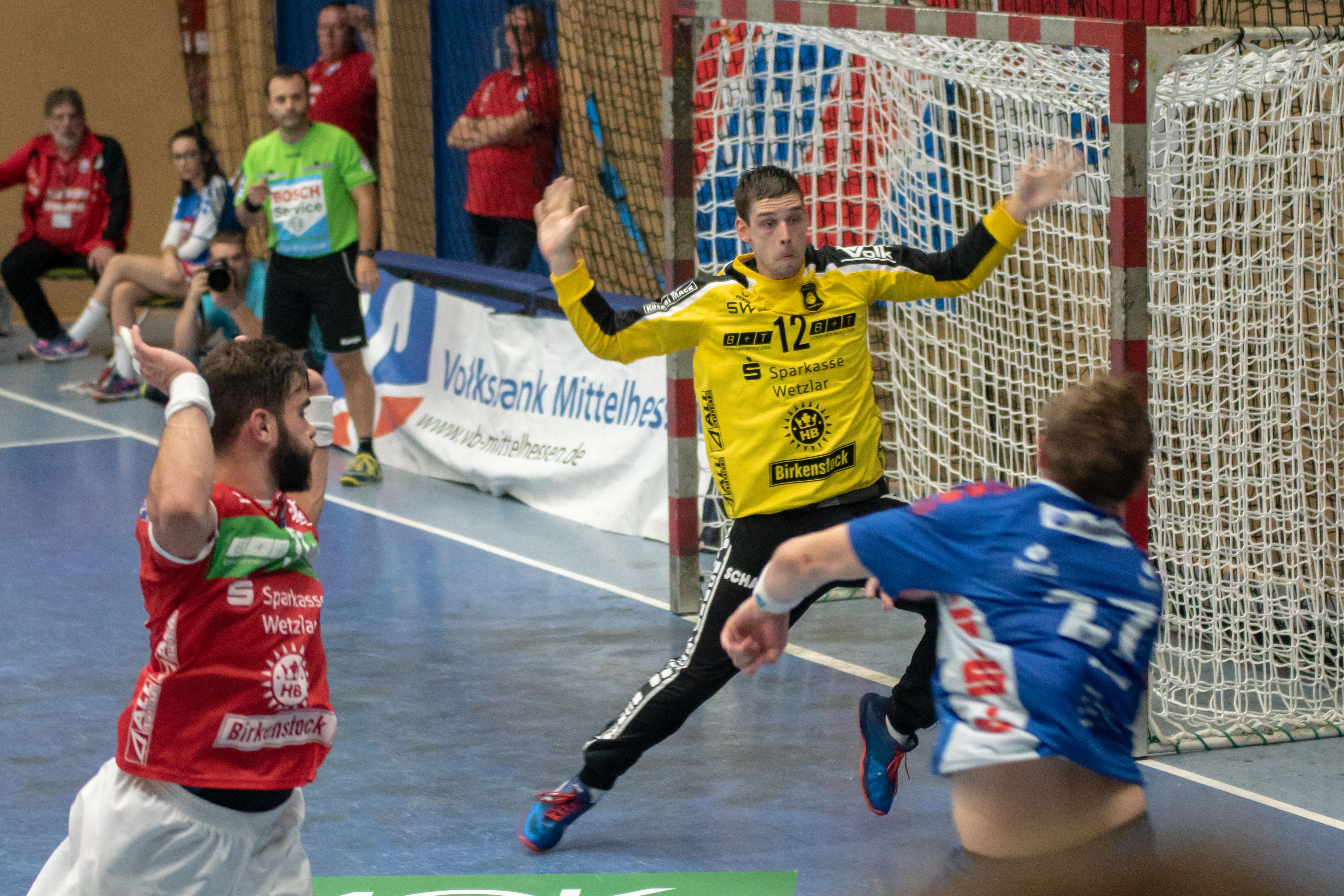
Fabian Schomburg, Torhüter des TV Hüttenberg, am 6. Oktober 2018 beim Spiel gegen den TV Großwallstadt

Fabian Schomburg (* 12. März 1991 in Ahnatal) ist ein deutscher Handballspieler.

## Karriere
Schomburg wechselte 2008 zur MT Melsungen und half mit 17 Jahren sechs Bundesliga-Spiele in seinem ersten Karrierejahr aus. Auch zur Saison 2007/08 blieb er für Melsungen sportlich aktiv. Während der Saison 2008/09 wechselte er zum Ligarivalen HSG Wetzlar. Im Jahr 2010 schloss er sich dem Drittligisten TV Gelnhausen an. Nach einem Jahr in Gelnhausen wechselte er zum Bundesligaaufsteiger TV Hüttenberg. Von 2019 bis 2021 schloss er sich dem Landesligisten TSF Heuchelheim an.
Er trägt die Trikot-Nr. 12 und spielte für die deutsche Jugend-Nationalmannschaft. Zudem qualifizierte er sich mit der DHB-Auswahl in Russland für die Teilnahme an der Jugend-Europameisterschaft im August 2008 in Tschechien.